# Baptized
| Recensione    | Giudizio |
| ------------- | -------- |
| Allmusic      |          |
| Sputnik Music |          |
| Metacritic    | 53/100   |

Baptized è il quarto album in studio del gruppo musicale statunitense Daughtry, pubblicato il 19 novembre 2013.

## Tracce
Testi di Chris Daughtry.
1. Baptized – 3:11
2. Waiting for Superman – 4:26
3. Battleships – 3:52
4. I'll Fight – 3:00
5. Wild Heart – 3:50
6. Long Live Rock & Roll – 3:36
7. The World We Knew – 3:35
8. High Above the Ground – 3:11
9. Broken Arrows – 4:08
10. Witness – 4:11
11. Traitor – 3:03
12. 18 Years – 4:51

## Classifiche
| Classifica             | Posizione massima |
| ---------------------- | ----------------- |
| Billboard 200          | 6                 |
| Swiss Albums Top 100   | 24                |
| Norway Albums Top 40   | 38                |
| Austria Albums Top 75  | 39                |
| UK Albums Top 75       | 42                |
| Germany Albums Top 50  | 43                |
| Ireland Albums Top 100 | 100               |